# マリアナ・コスタ
マリアナ・アンドラーデ・コスタ（Mariana Andrade Costa、1986年7月30日 - ）は、ブラジルの女子バレーボール選手。ブラジル代表。

## 来歴
2004年、Osasco Voleibol Clubeに入団し、バレーボール選手としてのキャリアをスタートさせる。2013年にはビーチバレーで活躍していた。2014年から2年間Minas Tênis Clubeでプレーした。2015年にブラジル代表に初選出され、同年の南米選手権で金メダルを獲得した。

## 球歴
- 南米選手権 - 2015年
- ワールドグランプリ - 2015年、2016年

## 所属クラブ
- オザスコ（2004-2006年）
- EC Pinheiros （2006-2007年）
- São Caetano EC（2007-2008年）
- Mackenzie EC（2008-2009年）
- São Caetano EC（2009-2010年）
- Clube Desportivo Macaé Sports（2010-2011年）
- ジェルダウ・ミナス（2011-2012年）
- Grêmio Recreativo Barueri（2013-2014年）
- ジェルダウ・ミナス（2014-2016年）
- VBCチューリッヒ（2016-2017年）
- オザスコ（2017-2019年）
- パッラヴォーロ・モンツァ（2019-2020年）
- プライア・クルーベ（2020-2021年）
- オリンピアコスSFP（2021-2022年）
- Barueri VC（2022-2023年）
- Campinas Vôlei（2023年）
- CSMブカレスト（2023-）